# Maikel Mesa Piñero
Maikel Mesa (Santa Cruz de Tenerife, Illes Canàries, 4 de juny de 1991) és un futbolista canari que juga com a migcampista. Actualment juga al CD Tenerife.